# Doljevac
Doljevac (srbskou cyrilicí Дољевац) je město a správní středisko stejnojmenné opštiny v Srbsku v Nišavském okruhu. Nachází se na úpatí pohoří Seličevica, u ústí řeky Toplice do Jižní Moravy, asi 15 km jihozápadně od města Niš. V roce 2011 žilo v Doljevaci 1 657 obyvatel, v celé opštině pak 18 463 obyvatel, z nichž naprostou většinu (92,12 %) tvoří Srbové, ale výraznou národnostní menšinu (6,6 % obyvatelstva) též tvoří Romové. Rozloha města je 3,17 km², rozloha opštiny 121 km².
Kromě města Doljevac k opštině patří dalších 15 sídel; Belotinac, Čapljinac, Čečina, Ćurlina, Klisura, Knežica, Kočane, Malošište, Mekiš, Orljane, Perutina, Pukovac, Rusna, Šainovac a Šarlinac.
Většina obyvatel se zabývá zpracovatelským průmyslem, dále pak maloobchodem, velkoobchodem, opravami a vyučováním. Blízko Doljevace prochází dálnice A1, na níž se zde nachází exit 51. V blízkosti exitu se nachází aquapark.